# Trentepohlia macrotrichia
Trentepohlia macrotrichia là một loài ruồi trong họ Limoniidae. Chúng phân bố ở miền Australasia.